# Carlia babarensis
Carlia babarensis är en ödleart som beskrevs av  Felix Kopstein 1926. Carlia babarensis ingår i släktet Carlia och familjen skinkar. Inga underarter finns listade.